# Marie Brémont
Marie Marthe Augustine Brémont (* 25. April 1886 in Noëllet als Marie Marthe Augustine Mesange; † 6. Juni 2001 in Candé) war eine französische Supercentenarian und Altersrekordlerin. Sie galt vom 21. November 2000 bis zu ihrem Tod als ältester lebender Mensch. Zudem ist sie die fünftälteste französische Person, die jemals gelebt hat.

## Leben
Marie Marthe Augustine Brémont wurde am 25. April 1886 als Marie Marthe Augustine Mesange in Noëllet geboren, einer kleinen Gemeinde im Nordwesten Frankreichs geboren. Ihr Vater war Holzfäller. Brémont arbeitete ab einem Alter von acht Jahren auf dem Bauernhof. Nachdem sie nach Paris gezogen war, heiratete sie 1910 den Eisenbahnarbeiter Constant Lemaitre, der im Ersten Weltkrieg starb. Danach heiratete sie den Taxifahrer Florentin Brémont, der 1967 starb. Aus beiden Ehen gingen keine Kinder hervor. Brémont arbeitete in ihrem Leben als Fabrikarbeiterin im pharmazeutischen Bereich, Kindermädchen, Landwirtin und Schneiderin. Im Alter von 103 Jahren wurde sie von einem Auto erfasst und brach sich ihren Arm, konnte sich jedoch gut davon erholen. Ab 1992 lebte sie in einem Altenheim in Candé.
Brémont wurde am 25. April 1996 mit ihrem 110. Geburtstag zur Supercentenarian. Mit dem Tod von Jeanne Dumaine am 3. Januar 1999 wurde Brémont zur ältesten lebenden Person in Frankreich. Am 21. November 2000 wurde sie mit dem Tod von Ella Miller zur weltweit ältesten lebenden Person. An ihrem 115. und auch letztem Geburtstag erklärte sie sich stolz über ihren Status als älteste lebende Person der Welt. In diesem Alter war sie allerdings auch deutlich auditiv und visuell eingeschränkt. Am 6. Juni 2001 starb Brémont im Alter von 115 Jahren und 42 Tagen. Daraufhin wurde Maude Farris-Luse zur ältesten lebenden Person der Welt.